# Commanderie de Sainte-Épine
La commanderie de Sainte-Épine-lès-Tournon en Vivarais, dite auparavant du Pont-de-Doux, était une commanderie appartenant à l’ordre de Saint-Jean de Jérusalem, située sur la commune de Saint-Jean-de-Muzols, aujourd’hui commune du département français de l'Ardèche.

## Liste des commandeurs
Ci-dessous la liste dressée par Augustin Chassaing en 1888
| Nom                       | Période     | Commentaire(s) |
| ------------------------- | ----------- | --- |
| fr. Pons de Fay           | 1298        | Commandeur de Pont-de-Doux Commandeur de Devesset depuis au moins 1294 et prieur d'Auvergne à partir de 1301.                                             |
| fr. Renaud de Fay         | 1316 - 1342 | Commandeur de Pont-de-Doux |
| fr. Robert Ogier          | 1347 - 1351 | Idem |
| fr. Artaud de Fay         | av. 1360    | Idem |
| fr. Guillaume Bérard      | 1367        | Idem |
| fr. Pierre Chalendard     | 1376        | Idem |
| fr. Benoit Truchon        | 1383        | Idem |
| fr. Pierre Roche de Tence | 1395 - 1434 | Idem |
| fr. Jean Roche            | 1438        | Idem |
| fr. Pons Pochon           | 1448        | Idem |
| fr. Jacques de Milly      | 1450        | déjà prieur d'Auvergne depuis au moins 1445 et jusqu'en 1454. Devient grand maître de l'ordre en 1454 Preceptor Devesseti et Pontis Dulcis (19 mars 1450) |
| fr. Antoine Franc         | 1487        | arrendator Pontis Dulcis (5 février 1487) |
| fr. Jean Philibert        | 1543        | Commandeur de Saint-Epine? |
| fr. Hugues de Nagu        | 1547        | Commandeur de Pont-de-Doux |
| Antoine Ricol du Pont     | 1576        | Commandeur de Saint-Epine-les-Tournon |
| Marc de la Goutte         | 1579        | Également grand bailli de Devesset |
| Barthélemy d'Albon        | 1643        | Commandeur de Macon |
| Grand Bailli de Devesset  | 1643 - 1789 | ... |